# Dobříč (ort i Tjeckien, Plzeň)
Dobříč är en ort i Tjeckien.   Den ligger i regionen Plzeň, i den västra delen av landet, 70 km väster om huvudstaden Prag. Dobříč ligger 399 meter över havet och antalet invånare är 383.
Terrängen runt Dobříč är huvudsakligen platt, men åt sydost är den kuperad. Runt Dobříč är det ganska tätbefolkat, med 70 invånare per kvadratkilometer. Närmaste större samhälle är Plzeň, 16,5 km söder om Dobříč. I omgivningarna runt Dobříč växer i huvudsak blandskog.